# Museo archeologico di Guardiagrele
Il Museo archeologico di Guardiagrele "don Filippo Ferrari" è un museo di Guardiagrele (CH), che custodisce armi, vasellame ed ornamenti, risalenti al periodo compreso tra fine del X e il III secolo a.C., rinvenuti nella necropoli protostorica di Comino.

## Caratteristiche
Il museo, inaugurato nell'agosto del 1999, sorge in piazza San Francesco, al piano terra dell'edificio comunale (l'ex convento dei Francescani), ed è gestito dalla sede di Guardiagrele di Archeoclub d'Italia. Dedicato al parroco di Guardiagrele don Filippo Ferrari, che nel 1913 scoperse la necropoli di Comino e avviò i primi scavi.
È costituito da cinque sale, in cui sono esposti una sessantina di corredi funebri, ritrovati in tombe a tumulo risalenti alla prima Età del ferro.
Sono, inoltre, presenti nel museo due vetrine che mostrano l'attività di ricerca condotta nella necropoli da don Filippo Ferrari, parroco di Guardiagrele all'inizio del secolo scorso a cui va il merito di aver compreso l'importanza del sito archeologico, anche se il materiale da lui raccolto è andato disperso durante la seconda guerra mondiale.

## Sale e opere
Sala 1
Ospita i materiali degli scavi del 1900 da Don Filippo Ferrari nella necropoli di Comino (contrada di Guardiagrele), e la documentazione parrocchiale di San Francesco, e un manoscritto originale del 1913.
Sala 2-3
Corredi della fase neolitica della necropoli Marrucina del IX secolo a.C., rinvenuti tra il 1998 e il 2005. La seconda sala ha corredi funebri per la sepoltura maschile e la sala successiva è dedicata alle sepolture femminili e infantili. Le vetrine espongono oggetti in bronzo e pasta vitrea per il viaggio nell'oltretomba, assieme a collane, anelli e bracciali, con fibule e armi per i guerrieri caduti in battaglia o per la vecchiaia. Sotto la sala 2 è stata ricostruita filologicamente una copia della Tomba 38 rinvenuta a Comino, scoperta il 2 dicembre 1999. Il corredo originale della Tomba è conservato nel Museo Archeologico di Chieti.
Sala 4
ospita una copia della funebre "Stele di Guardiagrele", una lastra calcarea che riproduce le fattezze di un guerriero del VII secolo a.C. Vi sono altri corredi funebri femminili, specialmente orecchini. La tomba 22 possiede corredi in bronzo, con armi, che fanno intendere l'appartenenza a un guerriero del IV secolo a.C.

## Antiquarium medievale "Antonio Cadei"

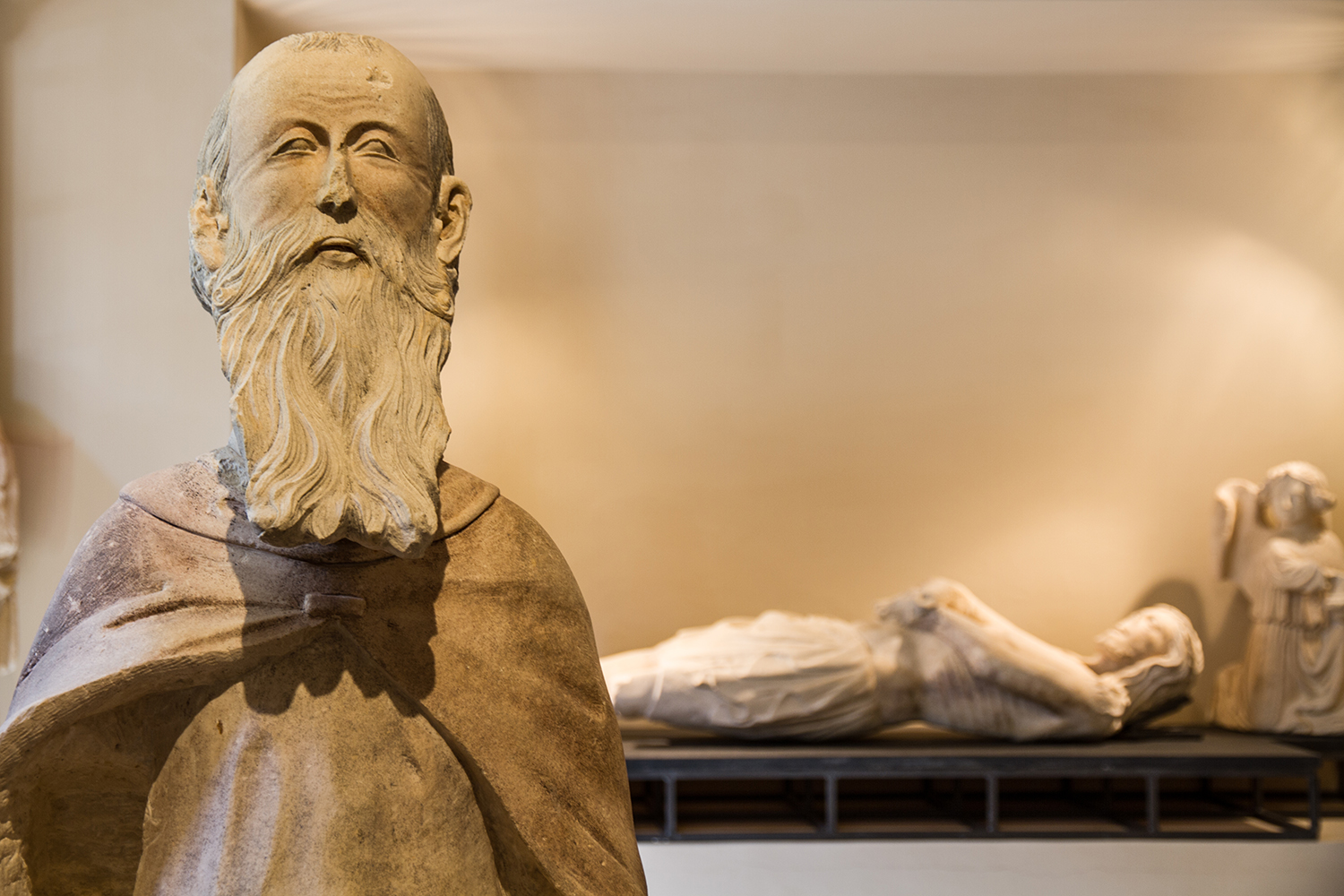
Collezione dell'antiquarium medievale

L'antiquarium è una continuazione del Museo archeologico, situato sempre nei locali dell'ex convento dei Francescani, posto in maniera intermedia tra questo museo e quello del Costume e della Tradizione, accessibile dal chiostro del convento. Inaugurato nel 2018, conserva importanti reperti provenienti dalle principali chiese di Guardiagrele, nonché da edifici religiosi oggi scomparsi. L'antiquarium è dedicato ad Antonio Cadei, storico dell'arte che all'Abruzzo di età tardogotica e in particolare a Guardiagrele ha dedicato molti dei suoi studi.
Sala 1

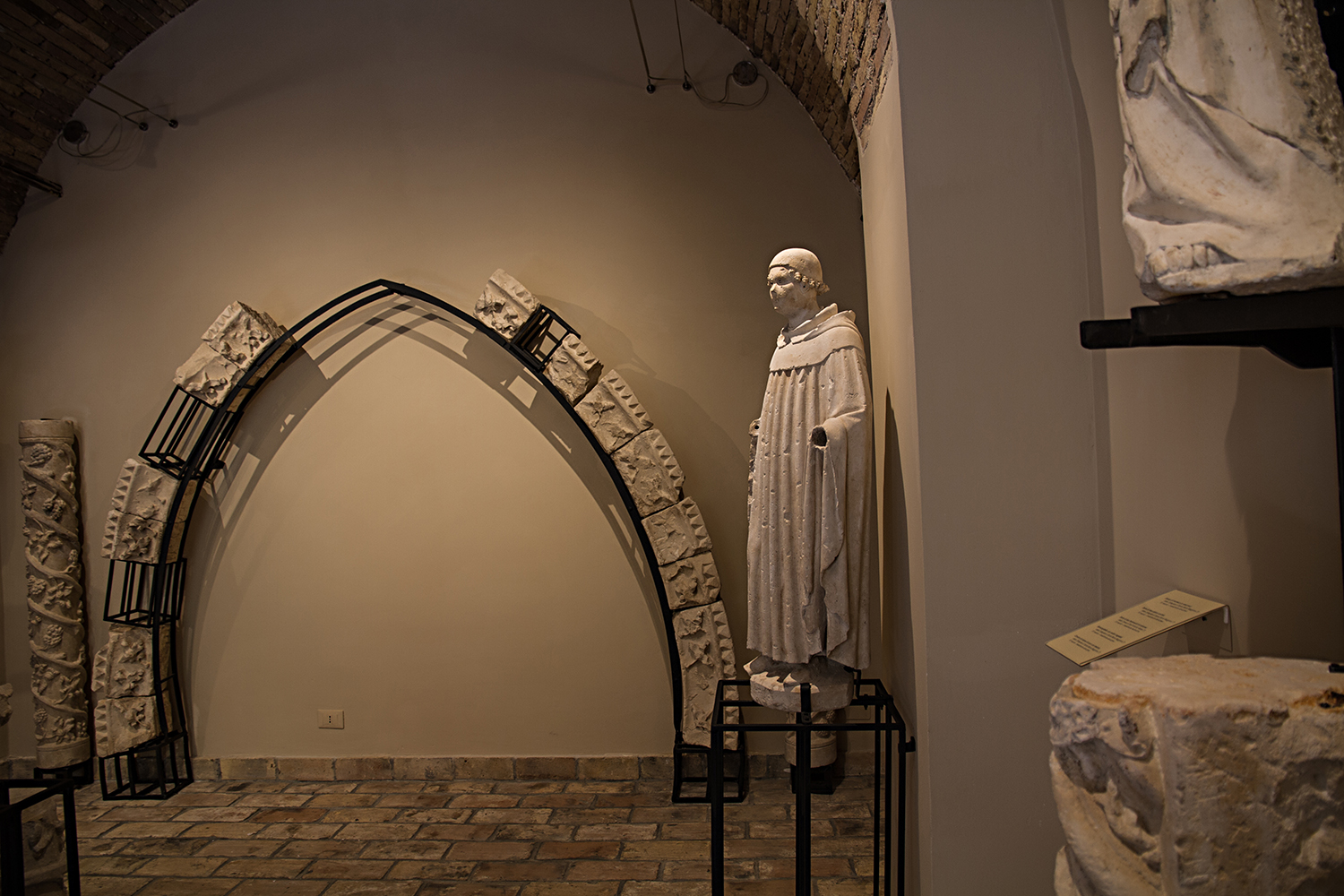
Antiquarium medievale

- Due leoni stilofori in pietra, appartenuti ai ricchi portali delle chiese cittadine, una coppia simile mal conservata per l'usura del tempo, è all'ingresso della chiesa di San Nicola, in via Roma.
- Capitello di pietra calcarea della Maiella, rinvenuto in loco nel 2013, durante la sistemazione dell'Orto Santoleri. L'area di via Modesto della Porta era adibita a chiostro dell'ex monastero di San Pietro Celestino, di cui rimangono il portale di accesso e la torre campanaria. Nel XIX secolo il monastero, abbandonato e cadente, fu demolito per allargare la cappella della Madonna del Carmine, che divenne una vera e propria chiesa.

Sala 2
- Frammento di portale e due porzioni di architravi decorati con leoni e fiori entro girali vegetali, parti di un ambone, di età normanno-sveva (XII-XIII secolo) - cero pasquale e fonte battesimale ornati con i simboli del Tetramorfo, provenienti dal Duomo di Santa Maria Maggiore - leoni in pietra del XIV secolo, animali stilofori e colonne con capitelli a motivi vegetali - stemmi nobiliari, tra cui quello Orsini, proveniente dalla cappella di San Giovanni Battista, nel coro sopraelevato del Duomo, e la cappella di San Leone Papa, voluta da Napoleone II Orsini conte di Manoppello, che si trova nella chiesa di San Francesco.

Sala 3
- Parete di fondo della sala 2, due altari da parete di maestranze teutoniche, in pietra della Maiella; archi ogivali in conci di pietra lavorata, con tralci vegetali (XV secolo), provenienti dalla cappella di Sant'Antonio abate; affresco quattrocentesco del santo su parete - Scuola rinascimentale di Matteo Capro di Napoli e Megolo di Penne: capitelli, mensole con volti maschili e femminili, mensolina con 3 volti femminili, statue di Madonne e santi, di cui si ricorda il gruppo del Compianto del Cristo morto, non tra la Madonna, ma tra angioletti addolorati - Statua di monaco eremita.

Sala 4
- Materiale danneggiato da terremoti e dai bombardamenti del 1943-44, prelevato per sicurezza dalle chiese di Santa Maria Maggiore, San Francesco e San Nicola: cornicioni, arcatelle, mensole, capitelli fitomorfi e zoomorfi, coperchio del sarcofago della famiglia Ugni, proveniente da San Nicola, parte dello stemma civico dell'Universitas di Guardiagrele, con il leone rampante che regge lo stendardo, ma manca del bambino nudo con in mano la foglia di palma, tale elemento verrà aggiunto in seguito al XIV secolo, epoca di datazione dello stemma.